# Palača Rezzonico, Benetke
Ca' Rezzonico je palača ob kanalu Grande ob ustju z Rio Barnaba v okrožju (sestiere) Dorsoduro v Benetkah.

## Zgodovina
Prvotno sta na tem mestu stali dve hiši družine Bon, ki je pripadala stari beneški aristokraciji. Leta 1649 je arhitekt Filippo Bon naročil arhitektu Baldassaru Longheni da na tej točki gradnjo nove, Grand Palace. Gradnja se je začela v 1667 in zrastla ob njegovi smrti leta 1682 do prvega nadstropja. Potem so bila dela ustavljena za več desetletij, saj je šel graditelj v stečaj. Šele leta 1750 so se gradbena dela nadaljevala z novimi lastniki, družino Rezzonico ki je delo zaupala arhitektu Giorgio Massariju, ki je v glavnem sledil konceptu Longhena. Zelo bogata družina Rezzonico iz jezera Como, je lokacijo kupila leta 1687 za 100.000 dukatov. Leta 1758 je bil član družine Carlo Rezzonico, izvoljen za papeža Klemena XIII..
Po padcu Beneške republike je družina utrpela tudi finančno katastrofo. Umetniški zakladi hiše so bili na dražbi in na koncu so prodali tudi palačo. V naslednjih stoletjih je imela palača veliko lastnikov in najemnikov. Leta 1885 jo je dobil sin pesnika Roberta Browninga po ženi, kot dom za svojega starega očeta, ki je tukaj umrl leta 1889. Leta 1906 je bila prodana baronu Hirschel de Minerbiju, ki je bil prejemnik nagrade cesarja Viljema II.
Leta 1935 je palačo pridobilo mesto, ki je ustanovilo Muzej beneškega Settecenta (18. stoletja). Med drugo svetovno vojno je Abteilung Kunstschutz nemškega Wehrmachta shranil tukaj in v Ca' Pesaro, v severni Italiji ukradene umetniške zaklade. Po vojni je postala Ca' Rezzonico Oddelek spomenikov, likovne umetnosti in arhivskega gradiva (Zavezniške vojaške uprave regije Benetke). Že med 20. julijem in 30. novembrom 1945 je, z umetninami, ki so pogosto izvirale iz zasebnih, sicer težko dostopnih zbirk, potekala razstava Mostra di Cinque Secoli di Pittura Veneta. Za katalog je župan Giovanni Ponti napisal predgovor.

## Družina Rezzonico
Nedokončano palačo je od obubožane družine  kupil Giambattista Rezzonico. Njegova družina, tako kot njihovi prijatelji v Palazzo Labia, so s tem kupili plemenit beneški status sredi 17. stoletja po vojni s Turčijo, ko je bila izčrpana beneška državna blagajna. Samo bogati, za razliko od bogatega plemstva, so lahko, z veliko donacijo republiki, kupili plemiški naslov in bili vpisani v Libro d'Oro ("zlato knjigo").
Canaletto je naslikal začetku 18. stoletja pritličje in prvo piano nobile ter začasno streho, ki je ščitila strukturo. Dokončanje palače simbolizira dokončanje Rezzonicove moči na statusni poti navzgor. Vrhunec te moči in veličina palače je prišla leta 1758, ko je bil Carlo, sin Giambattista Rezzonica, izvoljen za papeža Klemena XIII., isto leto se je Ludovico Rezzonico poročil s Faustino Savorgnan. Ludovico je kasneje postal prokurist  bazilike svetega Marka. Leta 1810 je družina izumrla.

## Arhitektura
Ca' Rezzonico stoji na desnem bregu Canala Grande, na mestu, kjer se mu pridružil Rio di San Barnaba. Prvotno sta tukaj stali dve hiši, ki sta pripadali družini Bon, eni od beneških patricijskih družin. Leta 1649 je vodja družine, Filippo Bon odločil zgraditi veliko palačo. V ta namen je zaposlil Baldassarre Longhena, največjega zagovornika beneškega baroka, sloga, ki je počasi nadomeščal renesanso in paladijevsko arhitekturno takih palače kot (njena bližnja soseda) Palazzo Balbi in Palazzo Grimani, zgrajene več kot 100 let prej. Vendar pa nista niti arhitekt niti naročnik dočakala zaključka del: Longhena je umrl leta 1682, Filippo Bon pa utrpel finančni kolaps.
Zasnova je bila tri nadstropna marmorna fasada s pogledom na kanal. Rustikalno pritličje vsebuje osrednji portik iz treh lokov brez pedimenta, simetrično ima na obeh straneh dve obokani okni. Nad tem je piano nobile (gosposko nadstropje) s sedmimi obokanimi okni, ločenimi s pilastri, nad tem je enako drugo piano nobile nadstropje, in nad tem medetažna nizka ovalna okna. Rahlo nakazana dva ravna balkona na piano nobile poudarjata baročno dekoracijo in zasnovo stavbe. Današnja palača sledi tej zasnovi, čeprav ni bila končana do leta 1756, z arhitektom Giorgio Massarijem, ki je nadzoroval dokončanje projekta, za nove lastnike - družino Rezzonico. Massari se zdi, da je sledil prvotnemu načrtu Longhena, z dodatkom nekaterih svojih konceptov, ki jih odraža struktura med zasnovo in dokončanjem 100 let kasneje.

## Notranjost
Leta 1758 je bila na novo končana palača izboljšana z dodatkom fresk do stropa državne sobe na piano nobile, s pogledom na Rio di San Barnaba. Izbrani za to nalogo, so bili umetniki Jacopo Guarana, Gaspare Diziani in kar je najpomembneje Giovanni Battista Tiepolo. Te freske so danes med najbolje ohranjenimi v Benetkah.
Glavne sobe v palači so razporejene v 1. piano nobile; v vseh nadstropjih so le tri sobe obrnjene na kanal. Na vsaki strani objekta so suite štirih prostorov obrnjene od kanala in največja soba v palači - veličastna dvorana na zadnji strani. Ta prostor, ki ga ustvaril Massari ima dvojno višino. Stene so okrašene v trompe l'oeil Pietra Viscontija. Podobe so arhitekturne narave, ki ustvarjajo občutek, da je velika soba še večja kot je.
Strop, naslikal ga je Giovanni Battista Crosato, upodablja Apolona ki pelje svojo kočijo med Evropo, Azijo, Afriko in Ameriko. Dvorano in ostale sobe se doseže po veličastnem stopnišču, njegove marmorne ograje krasijo kipi Giusta Le Courta. Le Court je bil vodilni kipar v Benetkah v poznem 17. stoletju in je tesno sodeloval pri številnih projektih s prvim arhitektom Longhenom, kar kaže na pomembnost dvorane in stopnišča, kar je bil eden od namenov patricijske družine Bon že pred Rezzonici.
Piano nobile vsebuje tudi takšne sobe kot kapelice in sobo z lepo fresko Alegorija o poroki, okrašena v počastitev poroke Ludovica Rezzonica leta 1758. Strop ima trompe l'oeil upodobitev ženina in njegove neveste na Apolonovem vozu. Freske v sosednji sobi nadaljujejo praznovanje srečne združitve. Ta prostor in dvorana hiše Palazzo Labia so velike stropne freske in situ Tiepola v Benetkah.
V središču pravokotne palače je majhno dvorišče okrašeno s kipi in majhen vodnjak; dvorišče se vidi iz balkona v piano nobile. Pritličje spominja zgolj na razširjen obokan portego - dvorano, ki povezuje vhod s kanalom do kopnega na zadnji strani.

## Ca' Rezzonico v 19. stoletju
V zgodnjih letih 19. stoletja, je palača postala jezuitski kolegij, nato skozi zapleteno dedovanje končno prišla v roke družine Pindemonte-Giovanelli. Leta 1832 je družina prodala celotno opremo in zbirke. Le freske so ostale in situ. Leta 1837 je Ca' Rezzonico pridobil grof Ladislao Zelinsky. Leta 1880 je postala dom slikarja Roberta Barretta Browninga, čigar oče je bil Robert Browning, pesnik, ki je umrl v svojem stanovanju na medetaži leta 1889. V tem času je imel studio v palači tudi ameriški portretni slikar John Singer Sargent.
Leta 1906 je Browning ignoriral ponudbo nemškega cesarja Viljema II. in prodal stavbo grofu Lionello von Hierschel de Minerbi. Ekstravagantni, umetnost ljubeči de Minerbi (ki je opremil palačo z vprašljivim okusom) je v palači živel razkošno do leta 1935, ko mu je, tako kot njegovim predhodnikom družini Bon, zmanjkalo denarja.

## Ca' Rezzonico danes
Ameriški pisec besedil in skladatelj Cole Porter je leta 1920 najel Ca' Rezzonico za 4000 USD na mesec. Porter je najel 50 gondoljerjev da so delali kot pešci in zaposloval skupino vrvohodcev za »predstavo v plamenu barvnih luči«.
Leta 1935, po dolgih pogajanjih, je Ca' Rezzonico pridobil Mestni svet Benetk za prikaz obsežne zbirke beneške umetnosti 18. stoletja, ki je zaradi pomanjkanja prostora prenesena v Correr muzej.
Tako je danes palača bolj razkošno opremljena kot kdaj koli prej. Dodane so bile nove slikarije Tiepola, vključno s celotno poslikavo stropa, ki prikazuje Alegorijo zasluge, ki se je rešila iz Palazzo Barbarigo, ki je zdaj v prestolni sobi.
Prestolna soba je bila prvotno opisana kot poročna soba družine Rezzonico; danes pa so vse rekonstruirane sobe sestavljene predvsem iz delov, ki se nanašajo na beneško patricijsko družino Barbarigo. Eden od najpomembnejših elementov v prostoru po stropu, je okvir za sliko. Ta bogato okrašen pozlačen okvir kaže putte, grbe in druge alegorije slave družine Barbarigo. Prvotno je bil namenjen Pietru Barbarigi, čigar portret je obdajal. Prostor je imenovan po bogato okrašenem pozlačenem stolu ali prestolu rokoko kiparja Antonia Corradinija. Dva zelo podobna stola sta bila predmet prodaje v Mentmore Towers leta 1970, nista pa služila kot prestola monarhom, so pa jih uporabljali visoki duhovniki v številnih cerkvah v mestu.
Poleg sobe s prestolom, je še kitajski salon iz palače družine Calbo-Crotta in še veliko več celotnih prostorov rešenih iz propadlih beneških palač.
Številne slike umetnikov kot so Pietro Longhi, Francesco Guardi, Giambattista Pittoni in Giandomenico Tiepolo je mogoče najti v palači Rezzonico. Poleg zbirke starinskega pohištva, je zanimiva tudi zbirka beneškega stekla, ki kaže, da so bile spretnosti mojstrov 18. stoletja iz Murana verjetno boljša od današnje.
Ca' Rezzonico je odprta kot javni muzej od 25. aprila 1936. Danes je to eden izmed najboljših muzejev v Benetkah, v veliki meri zaradi svojega edinstvenega značaja, kjer so predmeti, namenjeni velikim palačam prikazani tako, da sta vsebina in predmet usklajena na način, ki ga ni mogoče zgraditi v muzeju.
Izvirniki, ki so ohranjeni v palači so:
- Pietro Visconti: trompe l'oeil dekoracija stranskih sten dvorane
- Giovanni Battista Crosato: Poslikan strop Apolon pelje kočijo preko celin
- Giovanni Battista Tiepolo: Alegorija o poroki Ludovico Rezzonico z Faustino Savargnan

## Galerija
- Anton Raphael Mengs: Clemens XIII. Rezzonico
- Pietro Longhi: Lekarnar
- Pietro Longhi: Nosorog
- Giovanni Battista Tiepolo: Zefir in Flora
- Vrt